# 丸屋小兵衛
丸屋 小兵衛（まるや こへえ、生没年不詳）は江戸時代の江戸の地本問屋。

## 来歴
豊仙堂、豊僊堂、丸小と号す。「踊僊判」の印も使用する。姓は山本。始めに寛延から天明期に大伝馬町3丁目で営業している。後に通油町に移るか。丸屋九左衛門と関係があるかと思われる。一枚絵のほかに青本、黄表紙も刊行しており、元禄年間から浄瑠璃本を版行、宝暦年間には2代鳥居清信、2代鳥居清倍、鳥居清満、鳥居清広、山本藤信らの紅摺絵を版行した。その後、一筆斎文調の錦絵を多く出版したほか、勝川春章、北尾重政の錦絵を出版している。後に丸小の株を蔦屋重三郎が買取り、その跡に天明3年9月に移転する。

## 作品
- 2代目鳥居清倍 『佐野川市松の五郎と生嶋大吉の少将』 細判 紅摺絵 寛延1年
- 2代目鳥居清倍 『惶弓勢源氏』 大判 紅摺絵 宝暦5年
- 2代目鳥居清信 『市村亀蔵の曽我五郎時致』 細判 紅摺絵 宝暦
- 2代目鳥居清信 『十郎・五郎』
- 鳥居清満 『将棋・碁・双六』 細判3丁掛 紅摺絵 宝暦
- 鳥居清満 『坂東彦三郎のなごや小山三』
- 鳥居清広 『高砂の尉と姥の見立狂言』 紅摺絵
- 山本藤信 『つちや梅川』 細判 紅摺絵
- 一筆斎文調 『二代目嵐三五郎の烏帽子折大太郎実は源頼朝と二代目瀬川菊之丞の雪女』 中判 錦絵 明和7年
- 一筆斎文調 『中村富十郎と中村野塩』
- 勝川春章 『初世中村歌右衛門の板額御前と五世市川団十郎のあさりの与一』 中判 錦絵 明和7年
- 無款（北尾重政） 『品川君姿八景』 大判 錦絵揃物 安永中期